# Rimitantulus hirsutus
Rimitantulus hirsutus är en kräftdjursart som beskrevs av Rony Huys och Conroy-Dalton 1997. Rimitantulus hirsutus ingår i släktet Rimitantulus och familjen Basipodellidae.
Artens utbredningsområde är Galápagosöarna. Inga underarter finns listade i Catalogue of Life.